# Operophtera nana
Operophtera nana är en fjärilsart som beskrevs av Inoue 1955. Operophtera nana ingår i släktet Operophtera och familjen mätare. Inga underarter finns listade i Catalogue of Life.